# Gannys
Gannys was een Romeins generaal en eunuch die in de zomer van 218 in de Slag bij Antiochië het bevel voerde over de troepen van Elagabalus tegen keizer Macrinus. 
Volgens Edward Gibbon in zijn Decline and Fall of the Roman Empire.:

"... Antoninus (Elagabalus) zelf, die in de rest van zijn leven nooit als een man handelde, bewees in deze belangrijke crisis van zijn lot dat hij een held was; hij besteeg zijn paard, en wierp zich met het zwaard in de hand, aan het hoofd van zijn verzamelde troepen in het strijdgewoel, terwijl de eunuch Gannys, wiens beroep zich tot dan toe had beperkt tot het zorgen voor vrouwen in de zachte luxe van Asia, zijn talent als bekwaam en ervaren generaal bewees." (I, vi)

## Voetnoten
1. ↑   Gibbon, Edward, Decline and Fall of the Roman Empire, Vol. 1, hoofdstuk 6